# Волков Дмитро Володимирович
Дмитро́ Володи́мирович Во́лков (20 червня 1992 — 12 липня 2014) — солдат 72-ї окремої механізованої бригади Збройних сил України, учасник російсько-української війни на Сході України.

## З життєпису
Народився 1992 року в селі Пречистівка.
В часі війни — номер обслуги гаубично-самохідної артилерійської батареї, 72-а окрема механізована бригада.
12 липня 2014-го загинув в часі обстрілу реактивними артилерійськими снарядами поблизу села Поріччя Краснодонського району.

## Нагороди
14 листопада 2014 року за особисту мужність і героїзм, виявлені у захисті державного суверенітету та територіальної цілісності України, вірність військовій присязі під час російсько-української війни, відзначений — нагороджений орденом «За мужність III ступеня» (посмертно).